# Lengefeld (Blankenhain)
Lengefeld ist ein Ortsteil der Stadt Blankenhain im Landkreis Weimarer Land, Thüringen.

## Geografie
Lengefeld liegt an der Bundesstraße 85  3,5 km südlich von Blankenhain entfernt. Die Straße führt nach Süden gen Rudolstadt. Das Dorf liegt wie Neckeroda auf dem gleichen Hochplateau  der Saale-Ilm-Platte. Die Gemarkung besitzt meist grundwasserferne Muschelkalkböden, besonders nach der rainartigen und bewaldeten Geländerampe aus Richtung Blankenhain.

## Geschichte
Das Dorf soll schon um 500 von Slawen besiedelt worden sein. Die urkundliche Ersterwähnung fand am 16. April 1120 statt. Die gesellschaftlichen Besitzverhältnisse änderten sich für den Ort oft. Erst gehörte er den Grafen Wichmann.
Die Kirche bauten die Bewohner im 17. bis 18. Jahrhundert. 1764 erfolgte ein Neubau.
Im Ort waren Groß- und Mittelbauern ansässig. Im 18. Jahrhundert führten sie die Weberei als Nebenbeschäftigung und zur Stabilisierung der Wirtschaftlichkeit ein.
2011 wohnten im Dorf 210 Personen. Es gibt wieder Handwerker, eine Vertriebseinrichtung, Pensionen, das Gasthaus und zwei Fuhrunternehmen; daneben  landwirtschaftliche Unternehmen in den geänderten Wirtschaftsformen nach der Wende.

## Söhne und Töchter des Ortes
- Albert Gottschalk (1858–1940), deutscher Landwirt und Politiker (Thüringer Landbund), Bürgermeister von Lengefeld